# Paope laht
Paope laht är en vik på ön Dagö i västra Estland. Den ligger i Dagö kommun i landskapet Hiiumaa (Dagö), 140 km väster om huvudstaden Tallinn.
Paope laht ligger på Dagös nordvästra strand mot Östersjön. Vid dess strand ligger byarna Paope, Jõeranna och Hohenholm. Den avgränsas i nordöst av udden Ninametsa poolsaar och ön Ninalaid samt i sydväst av halvön Paope poolsaar och ön Külalaid. På andra sidan Paope poolsaar ligger bukten Luidja laht. Den inre delen av Paope laht kallas Jõesuu laht och där har ån Jõeranna oja sitt utflöde. Även ån Paope oja har sin mynning i Paope laht.
Inlandsklimat råder i trakten. Årsmedeltemperaturen i trakten är 5 °C. Den varmaste månaden är augusti, då medeltemperaturen är 16 °C, och den kallaste är januari, med −4 °C.